# جسيمات متماثلة

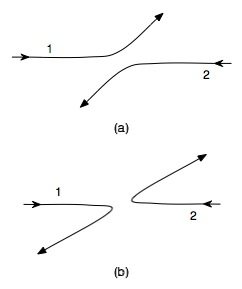

الجسيمات المتماثلة أو الجسيمات غير المتمايزة : هي جسيمات لايمكن تفريقها عن بعضها البعض حتى من حيث المبدأ وهي تتضمن جسيمات أولية مثل الالكترونات أو جسيمات مركبة مجهرية مثل الذرات.
هناك مجموعتين رئيسيتين ضمن الجسيمات المتماثلة : البوزونات التي يمكن أن تتشارك بنفس الحالة الكمومية، والفرميونات التي يحظر عليها التشارك بالحالة الكمومية (أو ما يدعى بمبدأ استبعاد باولي).
البوزونات : مثل الفوتونات، الغلوونات، الفونونات، ذرات الهيليوم-4.
الفرميونات : مثل الالكترونات، النيوترونات، الكواركات، البروتونات، النيوترينوات، ذرات الهيليوم-3.
وجود هذه الجسيمات المتماثلة له نتائج مهمة على صعيد الميكانيك الإحصائي حيث تعتمد حسابات الميكانيك الإحصائي على صيغ رياضية احتمالية حساسة لخاصة تمايز الجسيمات أو عدم تمايزها.